# Monitor Deloitte
Monitor Deloitte ist die weltweit tätige Strategieberatung der Beratungs- und Wirtschaftsprüfungsgesellschaft Deloitte, welche aus der Übernahme der Monitor Group durch Deloitte entstanden ist. Monitor Deloitte ist in mehr als 20 Ländern präsent und berät Entscheidungsträger und das Management im privaten und öffentlichen Sektor bei strategischen Fragen.

## Geschichte
Monitor Deloitte wurde 1983 in Cambridge (Massachusetts) als Monitor Group gegründet. Die Gründer Michael Porter, Mark Fuller, Joseph Fuller, Michael Bell, Mark Thomas und Thomas Craig hatten unter anderem durch Lehrtätigkeiten starke Verbindungen zur  Harvard Business School. Ziel der Gründung der Monitor Group war es, die von Porter als Wirtschaftsprofessor und Forscher im Bereich Strategie entwickelten Ansätze im privaten und öffentlichen Sektor praktisch anzuwenden.
Die Monitor Group kam geschwächt aus der Weltwirtschaftskrise 2007/2008, woraufhin die Partner das Unternehmen 2013 an Deloitte verkauften. Vor der Übernahme durch Deloitte hatte die Monitor Group ihren Hauptsitz in Cambridge (Massachusetts) und beschäftigte mehr als 1500 Berater in 27 Büros und 17 Ländern. Laut der Monitor Group entfielen 85 Prozent der Umsätze auf Stammkunden.
Die heutige Beratungsgesellschaft entstand im Jahr 2013 durch die Integration der Strategieberatung Monitor Group in die Strategy & Operations Service Line von Deloitte. Die globalen Aktivitäten von Monitor Deloitte werden aktuell von Jonathan Goodman als globalem Managing Partner geleitet. Verantwortlich für die Geschäfte in den USA ist Ambar Chowdhury, das EMEA-Geschäft wird von Wayne Nelson und die Region Asia-Pacific von Jeremy Drumm und Mohit Mehrotra geleitet. Durch die Übernahme durch Deloitte wird Monitor Deloitte durch die Eröffnung neuer Büros wie in Dänemark, Italien, Spanien oder Japan weiter internationalisiert. Auch wurde die Internationalisierung verschiedener Aktivitäten, wie die Eröffnung neuer Standorte von Doblin, einer Monitor Deloitte zugehörigen Innovationsberatung, weiter angestoßen.

## Monitor Deloitte in Deutschland und dem deutschsprachigen Raum
In Deutschland führte die frühere Monitor Group ab 1989 erste Projekte für einen süddeutschen Technologiekonzern durch. Diese Projekte wurden anfangs aus dem Londoner Büro bedient, mit steigenden Umsätzen in Deutschland wurde 1991 ein erstes Büro in München eröffnet. 1994 wurde die Frankfurter Beratungsfirma Consilium GmbH übernommen und die Monitor Group Deutschland GmbH gegründet. 1996 eröffnete das Büro in Zürich. 1999 wechselte der damalige Senior Vice President der Boston Consulting Group, Thomas Herp, als Präsident Zentraleuropa und Geschäftsführers Monitor Group Deutschland GmbH zur Monitor Group. Zum Zeitpunkt der Übernahme durch Deloitte im Januar 2013 beschäftigte die Monitor Group 45 Berater in München und 25 Berater in Zürich. Nach der Übernahme wurde der damalige Leiter der deutschen Monitor Group Dependence, Wayne Nelson, Leiter der deutschen Monitor Deloitte Practice. Zum 1. Juni 2020 übernahm Alexander Mogg diese Aufgabe.
Monitor Deloitte beschäftigt aktuell rund 250 Berater an den Standorten Hamburg, Berlin, München, Düsseldorf, Frankfurt, Stuttgart und Köln. Neben klassischer Strategieberatung bietet Monitor Deloitte in Deutschland die Innovations- und Designberatung Doblin sowie das Deloitte Neuroscience Institute. Das „Center for the Long View“ bedient Kunden auf der ganzen Welt mit Szenario-Planung.

## Beteiligungen

### Global Business Network
Im Jahr 2000 übernahm die Monitor Group die 1987 in Berkeley von Peter Schwartz, Jay Ogilvy, Stewart Brand, Napier Collyns und Lawrence Wilkinson gegründete Szenariospezial-Beratung Global Business Network (GBN). Das Global Business Network unterstützte Kunden (Unternehmen, NGOs und Regierungen) dabei, sich in einer unsicheren und volatilen Welt zurechtzufinden und in diesem Marktumfeld zu wachsen. Hierzu wurden Szenarioplanung und Erlebnispädagogik mit einem Netzwerk an Experten und Visionären zusammengebracht.

### Doblin
2007 übernahm die Monitor Group die 1981 von Jay Doblin und Larry Keely gegründete und weltweit tätige Innovationsberatung Doblin. Doblin löst Kundenprobleme durch die Anwendung eines interdisziplinären Ansatzes, der auf der Verknüpfung von Design, Strategie, Sozialwissenschaften und Technologie basiert. Nach der Übernahme der Monitor Group durch Deloitte agierte Doblin als Innovationsberatung (unter anderem Entwicklung neuer Geschäftsfelder) innerhalb von Deloitte. Hierzu arbeiten in den Doblin Teams Designer, Forscher und Strategen.

### Monitor Regional Competitiveness
Auf Michael Porters Thesen zu regionaler Wettbewerbsfähigkeit aufbauende Beratung, die eine Mehrzahl von Ländern und Regionen, wie Portugal, das Baskenland, Schottland, Norwegen, Saudi-Arabien, Libyen und Jordanien beraten hat. Die Aktivitäten der Monitor Group in Libyen haben heftige Kritik erregt, so dass die Monitor Group 2011 zugab, dass der mehr als 3 Millionen US-Dollar schwere Projektvertrag mit dem Libyschen Regime ein Fehler war. Die Monitor Group hatte unter anderem internationale Experten, wie Francis Fukuyama, Richard Perle, Benjamin Barber, Joseph Nye und Robert Putnam nach Libyen gebracht, um dort führende Köpfe des Regimes zu treffen.

### Monitor Institute
Beratung für Philanthropie und Non-Profit-Sektor. Die Monitor Group engagierte sich stark für ehrenamtliche Tätigkeiten und Beratung, unter anderem durch direkte Venture-Capital-Investments in den Non-Profit-Sektor. Weiterhin stellte die Monitor Group dem Non-Profit Venture Fund New Profit Inc. Büroräume und Zugang zu seinen Beratern. Laut Schätzungen von Kirsch stellte die Monitor Group Services in Millionenhöhe bereit, unter anderem stellte Monitor zu jeder Zeit 10 bis 15 Berater, welche für New Profit arbeiteten. Die Monitor Group führte mehr als 100 Projekte mit Non-Profit Kunden durch.

### Monitor Clipper Partners (MCP)
Private-Equity-Investment-Firma, die Firmengelder und externe Gelder anlegt. MCP investiert in Nordamerika und Europa in verschiedene Firmen. Bisher hat die Firma mehr als 2 Milliarden US-Dollar in 45 Firmen investiert. Weitere angehörige Aktivitäten waren unter anderem Monitor 360 (Strategie für Regierungen und NGOs), Monitor Talent (Netzwerk für Autoren, Experten und Akademiker), Monitor Merchant Banking (Financial Advisory und Investment Banking Services,) Monitor's Market2Customer (Marktforschung) sowie Grail Research (Research-Intelligence-Firma, 2006 gegründet und 2010 an Integron verkauft).